# Arborophila crudigularis
La arborófila de Formosa (Arborophila crudigularis) es una especie de ave de la familia de los faisánidos.   

## Hábitat
Habita la selva de las montañas de Taiwán, generalmente a entre 1.500 y 2.000 metros, aunque se le ha podido observar entre los 700 y los 3000 metros. Esta especie siente predilección por la espesura, lo que hace que sea muy difícil de observar, incluso cuando canta a pocos metros del observador.

## Dieta
Su dieta consiste en frutas, semillas, gusanos e invertebrados que encuentra al raspar la hojarasca.

## Canto
Su canto, un suave silbido, es audible con la salida del sol, en la mitad de la mañana.

## Anidamiento
Esta especie es aparentemente monógama. La época de reproducción se extiende de marzo a agosto, según la altitud. El nido está metido en una grieta entre dos grandes rocas o entre las raíces de un árbol.

## Estado de conservación
Es considerada "casi amenazada" por la UICN. Está amenazada por la perdida de hábitat causada por la deforestación.